# من و خودم
«من و خودم» (انگلیسی: Me and I) ترانه‌ای سینث-پاپ از گروه سوئدی آبا است که در سال ۱۹۸۰ منتشر شد. این ترانه با صدای آنی-فرید لینگستاد اجرا شد و ضبط آن مابین ۸ تا ۲۵ سپتامبر ۱۹۸۰ صورت پذیرفت.
کتاب «آبا - بدون سانسور در موسیقی‌شان» آن را یک «آهنگ کمتر شنیده‌شده از آلبوم سوپر تروپر» توصیف نمود. کتاب «نورهای روشن، سایه‌های تاریک: داستان واقعی آبا» آن را «گوهر پنهان» آلبوم سوپر تروپر عنوان نموده‌است.